# Coalizione di centro-sinistra alle elezioni politiche in Italia del 2018
La coalizione di centro-sinistra alle elezioni politiche in Italia del 2018 comprendeva quattro distinte formazioni politiche:
- Partito Democratico di Matteo Renzi;
- +Europa di Emma Bonino;
- Civica Popolare di Beatrice Lorenzin;
- Italia Europa Insieme di Giulio Santagata.

## Storia

### Formazione della coalizione
In vista del rinnovo del parlamento con le elezioni del 4 marzo 2018 si forma una coalizione di centro-sinistra che comprende il Partito Democratico a guida dell'ex Presidente del Consiglio Matteo Renzi, la lista Civica Popolare guidata dal ministro della salute Beatrice Lorenzin, la lista Italia Europa Insieme di ispirazione ulivista guidata da Giulio Santagata e la lista +Europa con l'appoggio di Centro Democratico guidata da Emma Bonino e Bruno Tabacci.

### Elezioni
La coalizione di centro-sinistra ottiene il 22,86% dei voti alla Camera dei deputati (116 seggi) e il 23% al Senato della Repubblica (57 seggi), attestandosi come terza forza politica dietro al Movimento 5 Stelle e alla coalizione di centro-destra. Il Partito Democratico risulta essere il primo partito della coalizione, mentre le altre 3 liste non raggiungono la soglia di sbarramento imposta dal Rosatellum per la ripartizione dei seggi nel proporzionale.
Nel dettaglio:
- il PD ottiene il 18,76% alla Camera e il 19,14% al Senato, con rispettivamente 107 e 51 seggi;
- +Europa ottiene il 2,56% alla Camera e il 2,37% al Senato, con rispettivamente 2 e 1 seggi eletti nel maggioritario;
- Civica Popolare ottiene lo 0,54% alla Camera e lo 0,52% al Senato, con rispettivamente 2 e 1 seggi eletti nel maggioritario;
- Italia Europa Insieme ottiene lo 0,58% alla Camera e lo 0,54% al Senato, con rispettivamente 1 e 0 seggi eletti nel maggioritario;
- SVP-PATT ottiene lo 0,41% alla Camera e lo 0,42% al Senato, con rispettivamente 4 e 3 seggi eletti.

Nella circoscrizione Valle d'Aosta si presenta solo il PD alleato con l'Union Valdôtaine, l'Union Valdôtaine Progressiste e Edelweiss Popolare Autonomista Valdostano attraverso una lista unitaria chiamata Vallée d'Aoste - Tradition et Progrès: ottiene il 21,7% alla Camera e il 25,8% al Senato riuscendo ad eleggere il senatore Albert Lanièce. Nella circoscrizione Estero, la coalizione si è presentata con liste separate.
Si assiste a una forte flessione nei voti per il Partito Democratico, che ha riscosso il peggior risultato della sua storia. A seguito dell'esito deludente, il segretario Matteo Renzi ha annunciato per la seconda volta le proprie dimissioni. Le dimissioni vengono formalizzate il 12 marzo 2018 davanti alla Direzione Nazionale del partito, che nomina Maurizio Martina segretario ad interim.

### Formazione del governo e successivi sviluppi
Il Partito Democratico forma in entrambi i rami del Parlamento gruppi autonomi. SVP forma alla Camera il gruppo Minoranze linguistiche mentre al Senato il gruppo Per le Autonomie a cui aderisce anche Pier Ferdinando Casini di CpE eletto con Civica Popolare. I deputati eletti di Italia Europa Insieme e Civica Popolare formano alla Camera la componente del Gruppo misto Civica Popolare-AP-PSI-Area Civica. +Europa crea le componenti del Misto +Europa-Centro Democratico alla Camera e +Europa al Senato.
Il 1º giugno, dopo una crisi istituzionale durata quasi 3 mesi e dopo un mandato a Carlo Cottarelli per ricercare una maggioranza che sostenesse un Governo Tecnico, entra in carica il governo Conte, sostenuto da Movimento 5 Stelle e Lega, a cui tutto il centro-sinistra si schiera all’opposizione.
Nei mesi successivi:
- +Europa diventa un partito ed elegge Benedetto Della Vedova come segretario
- il 3 marzo 2019 Nicola Zingaretti viene eletto segretario PD
- il PSI elegge come nuovo segretario Enzo Maraio, vicino a Riccardo Nencini

In vista delle Europee 2019 il centro-sinistra, nonostante alcuni tentativi, non si presenta con una lista unitaria.
Gli schieramenti nel campo del centro-sinistra sono così composti:
- Il PD, tramite il manifesto di Siamo Europei dell'ex ministro Carlo Calenda, forma una lista con Articolo Uno, Democrazia Solidale e Campo Progressista
- la Federazione dei Verdi si allea con Green Italia, con i Verdi del Sudtirolo e con Possibile guidato da Beatrice Brignone, formando una lista chiamata Europa Verde che successivamente diventerà un partito
- +Europa invece forma una lista alleandosi con Italia in Comune, Partito Socialista Italiano, Partito Repubblicano Italiano e Team K.

Dopo le Elezioni, Nicola Fratoianni, leader de La Sinistra annuncia di voler avviare il dialogo con il Partito Democratico per tornare nella coalizione.
L'8 agosto Salvini dichiara "conclusa" l'esperienza di Governo con il Movimento 5 Stelle, annunciando di voler chiedere la sfiducia del Premier Conte per andare il prima possibile a nuove elezioni con la coalizione di centro-destra.
Successivamente Movimento 5 Stelle, Partito Democratico e Liberi e Uguali (in seguito pure Italia Viva) si accordano per un governo di legislatura sempre con Conte come premier e portando alla nascita del Governo Conte II, che giura il 5 settembre 2019. Questa nuova maggioranza spaccherà quindi definitivamente la coalizione:
- +Europa negherà la fiducia al governo con la conseguente fuoriuscita dal partito di Bruno Tabacci, leader di Centro Democratico, e Alessandro Fusacchia  per sostenere l'esecutivo
- pochi giorni dopo l'ultimazione della squadra di governo Matteo Renzi a sorpresa annuncia la scissione col PD per la fondazione di Italia Viva, cui aderiscono anche due ministri
- i due deputati di Civica Popolare lasciano la componente, con Beatrice Lorenzin che passa al PD, mentre Gabriele Toccafondi a IV
- anche Serse Soverini eletto con Italia Europa Insieme si iscrive al PD.

L'accordo con i pentastellati di PD, IV e LeU (all'epoca composto da Articolo Uno di Roberto Speranza e Sinistra Italiana di Nicola Fratoianni) porta inoltre alla fuoriuscita dal PD di Carlo Calenda che decide di trasformare il manifesto di Siamo Europei in Azione. Il nuovo partito progressista, a cui aderisce il senatore Matteo Richetti, avvia fin da subito un dialogo con +Europa e PRI, anch'essi contrari all'alleanza con il Movimento 5 Stelle.

## Programma
Il programma del PD proponeva tra i punti principali l'introduzione di un salario minimo orario di 10 €, misura che avrebbe interessato il 15% dei lavoratori, ovvero coloro che non rientravano nei contratti collettivi nazionali; un taglio del cuneo contributivo per i contratti a tempo indeterminato (dal 33 al 29%); un assegno di ricollocamento per tutti i disoccupati; l'estensione delle esistenti detrazioni fiscali sui figli a carico minorenni fino a 240 euro mensili, in misura graduata rispetto al reddito e all'età del figlio; un bonus di 400 € per i bambini fino a tre anni da utilizzare per baby-sitter e asili nido; l'introduzione di una sorta di patente fiscale a punti per scoraggiare l'evasione; una nuova legge sullo ius soli al fine di far ottenere la cittadinanza ai bambini nati in Italia da genitori immigrati regolari e ai minori immigrati in Italia entro il dodicesimo anno di età, purché avessero frequentato almeno un ciclo di studio per cinque anni o seguito un percorso di istruzione e formazione professionale. 
Quanto ai costi, il programma del Partito Democratico prevedeva l'adozione di misure espansive per un totale di 38 miliardi di euro e il mantenimento del livello di avanzo primario al 2% fino a dieci anni, determinando - secondo i calcoli dell'Università Cattolica del Sacro Cuore - un effetto cumulato di aumento del debito pubblico pari a 122 miliardi in cinque anni.
La lista Civica Popolare aveva proposto asili nido gratis, una defiscalizzazione del welfare aziendale e altre misure in materia di sanità, tra cui il contrasto alle lunghe lista d'attesa e l'abolizione del superticket di 10 euro.
Il programma della lista Italia Europa Insieme invece puntava sul rilancio di un "piano casa" da mezzo miliardo l'anno, l'aumento dei fondi destinati alla lotta contro la povertà, la riduzione della tassazione sul lavoro, e un Green New Deal per l'attuazione di un modello di economia verde che auspicava, entro il 2030, di ridurre del 40% le emissioni di gas rispetto ai livelli del 1990.
Con Civica Popolare e Insieme, faceva parte della coalizione di centrosinistra anche +Europa, che, come suggerisce il nome della lista, puntava su una difesa dei temi europeisti, auspicando una maggiore integrazione tra i paesi dell'Unione Europea, difendendo con forza la moneta unica e quella che era stata definita l'unica "vera" sovranità, ovvero quella europea. +Europa proponeva anche il superamento della legge Bossi-Fini, la riduzione delle aliquote IRPEF, il congelamento della spesa pubblica per cinque anni e l'imposizione di un contributo di solidarietà sulle pensioni retributive. Infine, la lista promuoveva «libertà di ricerca», mirando a rimuovere gli ostacoli alle ricerche sulle malattie rare, sulla procreazione assistita, sugli embrioni e sulle biotecnologie, e mirava a istituire una nuova "agenzia per la ricerca".

## Risultati elettorali
| Elezione       | Elezione | Voti      | %     | Seggi     |
| -------------- | -------- | --------- | ----- | --------- |
| Politiche 2018 | Camera   | 7.506.723 | 22,86 | 116 / 630 |
| Politiche 2018 | Senato   | 6.947.199 | 23,0  | 57 / 320  |

## Componenti

### Sulla scheda elettorale
- Partito Democratico di Matteo Renzi
- +Europa di Emma Bonino
- Civica Popolare di Beatrice Lorenzin
- Italia Europa Insieme di Giulio Santagata
- SVP-PATT di Philipp Achammer e Franco Panizza
- Vallée d'Aoste - Tradition et Progrès (lista unitaria presentata nella circoscrizione Valle d'Aosta)

### Non presenti sulla scheda elettorale
- Radicali Italiani di Riccardo Magi (in +Europa)
- Forza Europa di Benedetto Della Vedova (in +Europa)
- Centro Democratico di Bruno Tabacci (in +Europa)
- Area Progressista di Michele Ragosta (in +Europa)
- Alternativa Popolare di Angelino Alfano (in Civica Popolare)
- Centristi per l'Europa di Pier Ferdinando Casini (in Civica Popolare)
- Italia dei Valori di Ignazio Messina (in Civica Popolare)
- Unione per il Trentino e Democrazia Solidale di Lorenzo Dellai (in Civica Popolare)
- L'Italia è Popolare di Giuseppe De Mita (in Civica Popolare)
- Partito Socialista Italiano di Riccardo Nencini (in Italia Europa Insieme)
- Federazione dei Verdi di Angelo Bonelli (in Italia Europa Insieme)
- Area Civica di Giulio Santagata (in Italia Europa Insieme)
- Partito Democratico (in Vallée d'Aoste - Tradition et Progrès)
- Union Valdôtaine (in Vallée d'Aoste - Tradition et Progrès)
- Union Valdôtaine Progressiste (in Vallée d'Aoste - Tradition et Progrès)
- Edelweiss Popolare Autonomista Valdostano (in Vallée d'Aoste - Tradition et Progrès)